# Ilha Cajuuba
A ilha Cajuuba, também chamada Cajuíba, é uma ilha situada no município de Muaná, no arquipélago do Marajó,
no estado do Pará, no Brasil.

## Etimologia
"Cajuuba" é um termo procedente do tupi antigo akaîu'yba, que significa "pés de caju" (akaîu, "caju" + 'yba, "pé").